# Campionato Dilettanti Lazio 1958-1959
Il Campionato Nazionale Dilettanti 1958-1959 è stato il V livello del campionato italiano. A carattere regionale, fu il secondo campionato dilettantistico con questo nome, e il settimo se si considera che alla Promozione fu cambiato il nome assegnandogli questo.
Questi sono i gironi organizzati dalla Lega Regionale Laziale per la regione Lazio.

## Girone A

### Squadre partecipanti
| Squadra                       | Città (provincia)  | Stagione 1957-1958 |
| ----------------------------- | ------------------ | ------------------ |
| S.S. A.Be.T.E.                | Roma               |                    |
| S.S. A.L.M.A.S.               | Roma               |                    |
| A.S. Bracciano                | Bracciano (RM)     |                    |
| F.B.C. Ennio Mancini          | Civitavecchia (RM) |                    |
| G.S. Fiumicino                | Fiumicino (RM)     |                    |
| C.S.I. Frascati               | Frascati (RM)      |                    |
| S.S. Maccarese "E. Darra"     | Maccarese (RM)     |                    |
| A.S. Marino Spumanti G.Trinca | Marino (RM)        |                    |
| Pol. Montecavo                | Rocca di Papa (RM) |                    |
| A.S. Ostia Mare               | Ostia (RM)         |                    |
| A.S. Pro Tivoli               | Tivoli             |                    |
| S.S. Rieti                    | Rieti              |                    |
| A.S. RomanitalaCampagnano     | Campagnano di Roma |                    |
| G.S. S.T.E.F.E.R.             | Roma               |                    |
| S.S. Tivoli                   | Tivoli (RM)        |                    |
| U.S. Viterbese                | Viterbo            |                    |
| S.S. Vivace                   | Grottaferrata (RM) |                    |

### Classifica finale
|  | Pos. | Squadra              | Pt | G  | V  | N  | P  | GF | GS | DR  |
|  | ---- | -------------------- | -- | -- | -- | -- | -- | -- | -- | --- |
|  | 1.   | Tivoli               | 46 | 32 | 19 | 8  | 5  | 49 | 26 | +23 |
|  | 2.   | Rieti                | 46 | 32 | 22 | 2  | 8  | 61 | 24 | +37 |
|  | 3.   | Ennio Mancini        | 45 | 32 | 18 | 9  | 5  | 55 | 25 | +30 |
|  | 3.   | Vivace               | 45 | 32 | 20 | 5  | 7  | 51 | 33 | +18 |
|  | 5.   | A.L.M.A.S.           | 39 | 32 | 15 | 9  | 8  | 60 | 42 | +18 |
|  | 6.   | S.T.E.F.E.R.         | 38 | 32 | 15 | 8  | 9  | 55 | 40 | +15 |
|  | 7.   | Bracciano            | 32 | 32 | 13 | 6  | 13 | 53 | 50 | +3  |
|  | 7.   | A.Be.T.E.            | 32 | 32 | 12 | 8  | 12 | 45 | 43 | +2  |
|  | 7.   | Fiumicino            | 32 | 32 | 12 | 8  | 12 | 48 | 44 | +4  |
|  | 10.  | Maccarese "E. Darra" | 31 | 32 | 12 | 7  | 13 | 36 | 33 | +3  |
|  | 11.  | Viterbese            | 27 | 32 | 10 | 7  | 15 | 34 | 45 | -11 |
|  | 12.  | Frascati             | 26 | 32 | 7  | 12 | 13 | 35 | 55 | -20 |
|  | 12.  | Marino G.Trinca      | 26 | 32 | 8  | 10 | 14 | 26 | 40 | -14 |
|  | 14.  | Pro Tivoli           | 23 | 32 | 8  | 7  | 17 | 41 | 56 | -15 |
|  | 15.  | Montecavo            | 20 | 32 | 7  | 6  | 19 | 37 | 69 | -32 |
|  | 16.  | RomanitalaCampagnano | 19 | 32 | 5  | 9  | 18 | 28 | 54 | -26 |
|  | 17.  | Ostia Mare           | 17 | 32 | 6  | 5  | 21 | 36 | 71 | -35 |

Legenda:

      Ammesso alle finali regionali.
      Successivamente ammesso in Serie D.
Note:

Due punti a vittoria, uno a pareggio, zero a sconfitta.

### Spareggio per il 1º posto in classifica
|        | Risultato |       | Luogo e data            |
| ------ | --------- | ----- | ----------------------- |
| Tivoli | 3 - 2     | Rieti | Viterbo, 24 maggio 1959 |
|        |           |       |                         |

## Girone B

### Squadre partecipanti
| Squadra                | Città (provincia) | Stagione 1957-1958 |
| ---------------------- | ----------------- | ------------------ |
| G.S. Acicalcio         | Roma              |                    |
| U.S. Albatrastevere    | Roma              |                    |
| Pol. Anzio             | Anzio (RM)        |                    |
| A.C. Atina             | Atina (FR)        |                    |
| S.S. Cassino           | Cassino (FR)      |                    |
| A.S. Cos.Met.          | Roma              |                    |
| U.S. Fondana           | Fondi (LT)        |                    |
| S.S. Formia            | Formia (LT)       |                    |
| Pol. Gaeta             | Gaeta (LT)        |                    |
| A.S. Humanitas         | Roma              |                    |
| U.S. Isola Liri        | Isola Liri (FR)   |                    |
| A.S. Latina            | Latina            |                    |
| A.S. Nettuno           | Nettuno (RM)      |                    |
| S.S. O.M.I.            | Roma              |                    |
| G.S. Quarticciolo      | Roma              |                    |
| G.S. Sanlorenzartiglio | Roma              |                    |
| U.S. Terracina         | Terracina (LT)    |                    |

### Classifica finale
|  | Pos. | Squadra           | Pt | G  | V  | N  | P  | GF | GS | DR  |
|  | ---- | ----------------- | -- | -- | -- | -- | -- | -- | -- | --- |
|  | 1.   | Cos. Met.         | 49 | 32 | 21 | 7  | 4  | 73 | 30 | +43 |
|  | 2.   | Acicalcio         | 49 | 32 | 21 | 7  | 4  | 71 | 30 | +41 |
|  | 3.   | Cassino           | 40 | 32 | 16 | 8  | 8  | 47 | 33 | +14 |
|  | 3.   | OMI Roma          | 40 | 32 | 16 | 8  | 8  | 60 | 39 | +21 |
|  | 5.   | Quarticciolo      | 35 | 32 | 12 | 11 | 9  | 47 | 37 | +10 |
|  | 6.   | Sanlorenzartiglio | 34 | 32 | 14 | 6  | 12 | 40 | 37 | +3  |
|  | 7.   | Atina (-1)        | 32 | 32 | 12 | 9  | 11 | 47 | 36 | +11 |
|  | 7.   | Anzio             | 32 | 32 | 12 | 8  | 12 | 52 | 48 | +4  |
|  | 9.   | Humanitas         | 31 | 32 | 13 | 5  | 14 | 44 | 45 | -1  |
|  | 9.   | Nettuno           | 31 | 32 | 11 | 9  | 12 | 39 | 46 | -7  |
|  | 11.  | Formia            | 28 | 32 | 11 | 6  | 15 | 39 | 44 | -5  |
|  | 11.  | Terracina         | 28 | 32 | 11 | 6  | 15 | 52 | 55 | -3  |
|  | 13.  | Albatrastevere    | 26 | 32 | 9  | 9  | 14 | 37 | 51 | -14 |
|  | 14.  | Fondana           | 24 | 32 | 8  | 8  | 16 | 37 | 56 | -19 |
|  | 15.  | Latina (-1)       | 23 | 32 | 9  | 6  | 17 | 30 | 58 | -28 |
|  | 16.  | Gaeta             | 21 | 32 | 4  | 13 | 15 | 29 | 50 | -21 |
|  | 17.  | Isola Liri        | 18 | 32 | 6  | 6  | 20 | 29 | 78 | -49 |

Legenda:

      Ammesso alle finali regionali.
      Successivamente ammesso in Serie D.
Note:

Due punti a vittoria, uno a pareggio, zero a sconfitta.

### Spareggio per il 1º posto in classifica
|          | Risultato |           | Luogo e data                          |
| -------- | --------- | --------- | ------------------------------------- |
| Cos.Met. | ? - ?     | Acicalcio | Roma (campo Artiglio), 23 maggio 1959 |
|          |           |           |                                       |

## Finale per il titolo laziale del C.N.D.
|          | Risultato |          | Luogo e data                       |
| -------- | --------- | -------- | ---------------------------------- |
| Tivoli   | 0 - 2     | Cos.Met. | Tivoli, 21 giugno 1959             |
| Cos.Met. | 1 - 1     | Tivoli   | Roma (campo Almas), 28 giugno 1959 |
|          |           |          |                                    |

### Verdetti finali
- Cos.Met. è campione laziale del Campionato Nazionale Dilettanti.[8]
- Tivoli e Cos.Met. sono ammesse alle finali nazionali per il titolo del Campionato Nazionale Dilettanti.
- RomanitalaCampagnano, Gaeta, Isola Liri, Latina, Montecavo e Ostia Mare, inizialmente retrocesse in Seconda Categoria, sono state tutte riammesse in Prima Categoria per allargamento dei quadri.